# おいてけぼりのThirty
「おいてけぼりのThirty」（おいてけぼりのサーティ）はEarly Morningのデビュー・シングル。2009年4月29日に発売。発売元はポニーキャニオン。

## 概要
フジテレビ系列番組『アナ★バン!』のエンディングテーマ。高島彩と中野美奈子による歌唱。
早朝の仕事を担当する主人公の結婚に対する想いを綴った歌となっている。
本曲は2008年12月17日に着うたで先行配信された音源をCDシングル用に録り直したもの。
DVDが同梱されており、ミュージック・ビデオと座談会が収録されている。

## チャート成績
オリコンシングルチャートで最高位12位となり、アナウンサーが発売したシングルの歴代最高記録（当時）。

## 収録曲

### CD
作詞：アナ★バン!　作曲：福井謙二　編曲：武藤星児
1. おいてけぼりのThirty（3:25）[2]
2. おいてけぼりのThirty（カラオケ）（3:22）[2]

### DVD
1. おいてけぼりのThirty（PVスペシャル・エディション）
2. おいてけぼりのThirty（プロデューサーズ・ビデオ）
3. Early Morning 2ショットトーク